# Duino (película)
Duino es una película de drama romántico de 2024 dirigida y protagonizada por Juan Pablo Di Pace. Inspirada en las experiencias de vida de Di Pace, la película explora el primer amor de un adolescente argentino homosexual, quien se convierte en productor de cine para reconstruir sus recuerdos.

## Sinopsis
Matías llegó a UWC Adriatic, un colegio internacional en Duino, Italia, como estudiante de primer año en 1997, junto con Alex, de Suecia, con quien pronto desarrolló una relación romántica. Alex es expulsado tras una broma y una discusión con el director, y Matías entró en una depresión hasta que la familia de Alex lo invitó a pasar las vacaciones de Navidad juntos. Durante las fiestas, Matías tiene dificultades para expresar sus sentimientos por Alex.
Más de 20 años después, Matías se convirtió en un productor cinematográfico debutante que deseaba producir una película sobre esta experiencia, pero tuvo dificultades para recrear la historia exactamente como quería. Tras descubrir una cinta VHS que documentaba su experiencia, decide buscar a Alex y reconciliarse con él.

## Producción
La dirección estuvo a cargo de Juan Pablo Di Pace y Andrés Pepe Estrada, quienes también escribieron conjuntamente el guion. Duino representa el debut como directores de ambos. Di Pace también interpreta a la versión adulta del protagonista, Matias; mientras que su versión adolescente es interpretada por Santiago Madrussan. Los diseños de vestuario del filme, estuvieron a cargo de Marta Maineri.
El rodaje comenzó a principios de 2022 en la localidad de Duino, que da título a la película, ubicada en el municipio de Duino-Aurisina. También se realizaron tomas en Buenos Aires, la capital de Argentina y ciudad natal de Di Pace. El título provisional del proyecto fue For Another Time. El director de cinematografía fue Devin Doyle, mientras que la música fue compuesta por.los miembros de la banda For a Minor Reflection: Kjartan Dagur Holm y Sindri Már Sigfússon.

### Lanzamiento
La película tuvo su estreno el 16 de abril de 2024 como función inaugural del Torino Lovers Film Festival. A finales de junio de 2024 se presentó en la 48ª edición del Frameline Film Festival de San Francisco y en noviembre en el Melbourne Queer Film Festival. En abril de 2025 se programaron funciones para el Festival Internacional de Cine de Miami.

## Recepción
La película ha obtenido numerosos premios en festivales de cine antes de su estreno comercial. En el NewFest de 2024, Duino recibió el Premio del Público a Mejor Largometraje y una Mención Especial del Jurado. En el Festival Internacional de Cine Rio LGBTQIA+, fue galardonada como Mejor Largometraje Internacional.